# Serie Pulse. Deportes y Música
Pulse - Deporte y Música es una serie de discos electrónicos desarrollados en la URSS entre 1985 y 1986. En un intento de reforzar la cultura deportiva y difundir la naciente música electrónica soviética, Melodiya y el Comité de Deportes de la URSS se unieron en la empresa de editar estos discos.

## Acerca de la serie
El texto de la contratapa de 'Pulse 1' ilustra el objetivo de la serie:
El hacer ejercicio físico al ritmo de la música en gran medida puede ayudar a organizar racionalmente nuestro trabajo y el descanso. Tanto los ritmos de movimiento musicales como los humanos se pueden clasificar como 'funcionales', con una influencia esencial en la salud y productividad del hombre.
Este disco es una empresa conjunta entre la firma de grabación de sonido Melodiya y el Comité de Deportes de la URSS, el primero de una serie titulada 'Pulse', destinada a hacer hincapié en la importancia vital de la cultura física.
"Pulse 1" De la serie 'Deporte y Música' se recomienda para acompañar las sesiones de coaching, festivales deportivos, concursos y otras recreaciones activas.
La serie será lo suficientemente versátil como para adaptarse a diversos fines que la música puede servir en los deportes.
El primer disco serie familiariza al público con la música electrónica compuesta con la ayuda de un ordenador musical individual, por primera vez en la URSS.
Las partituras fueron creadas en la pantalla con la subsecuente reproducción en la cinta magnética. La composición se basa en suites de miniaturas instrumentales contrastantes.
Esperamos que el esfuerzo conjunto de Melodiya y el Comité de Deportes de la URSS promueva la electrónica soviética en el deporte.
Lubov Bogdanova,
Maestro Internacional de Deportes

## 2014 en adelante
Intentando revivir el legado de la serie, a partir de 2014 el grupo argentino El Club de la Computadora tomó las riendas de Pulse. Inspirados por el espíritu de la época y sus sonidos, así como en la temática que dio vida a la serie, la banda busca mantener viva la llama del deporte y la música.

## Listas de temas

### PULSE 1 (1985),A. Rodionov&B. Tikhomirov
Lado A, Modern Pentathlon. Compuesto por A. Rodionov
- A1 - suite - 1 - Catch Up, Computer (cross-country race)
- A2 - suite - 2 - Electronic Jockey (horse races)
- A3 - suite - 3 - Visiting Neptune (swimming)
- A4 - suite - 4 - Gaming Slot Machine (pistol shooting)
- A5 - suite - 5 - Baroque (fencing)

Lado B, Musical Sketches. Compuesto por B. Tikhomirov
- B1 - suite - 1 - Marathon
- B2 - suite - 2 - Electronic Alarm-Clock
- B3 - suite - 3 - Roller-Skating
- B4 - suite - 4 - Competition
- B5 - suite - 5 - Dance

### PULSE 2 (1985),Zigmars Liepins
- Tema 01 - Dance 85 (4:00)
- Tema 02 - Shuttle (1:43)
- Tema 03 - Victoria (4:15)
- Tema 04 - Rebirth (3:06)
- Tema 05 - Opus IV (4:10)
- Tema 06 - Vision (3:50)
- Tema 07 - Hard Nut To Crack (4:44)

### PULSE 3 (1986),Arsenal
Lado 1:
- Tema 01 - Relay Race (4:08)
- Tema 02 - Rondo (4:32)
- Tema 03 - Festival (2:12)
- Tema 04 - Street Pulse (3:28)

Lado 2:
- Tema 05 - Photorobot (3:20)
- Tema 06 - Folk Epic Tale (5:20)
- Tema 07 - Manipulator (2:41)
- Tema 08 - Electronic Organ (2:41)

Álbum de estudio, lanzado en 1986
Tiempo total 28:21
Composiciones y arreglos por Alexey Kozlov
Producido por M. Dudkevich
Formación / Músicos:
- Alexey Kozlov / saxofón alto & soprano, sintetizadores
- Andrey Vinogradov / teclados
- Sergey Katin / bajo
- Ivan Smirnov / guitarras eléctricas
- Andrey Baturin / guitarras eléctricas
- Nikolay Karsaulidze / batería
- Valery Demin / percusión

### PULSE 4 (2014),El Club de la Computadora
Lado 1:
- Tema 01 - SELECT YOUR PLAYER (4:04)
- Tema 02 - RUTINA DE SUELO  (3:13)
- Tema 03 - CONSTANCIA (2:19)
- Tema 04 - JOGGING (MOLICO) (2:18)
- Tema 05 - REAL ORURO (2:12)

Lado 2:
- Tema 01 - ESGRIMA (3:41)
- Tema 02 - SELECT YOUR TEAM (1:03)
- Tema 03 - ATLETAS DE UN PAÍS DESCONOCIDO (3:32)
- Tema 04 - HIMNO AL DEPORTE (2:57)

Grabación: N. Marino, F. Barrera
Edición: N. Marino, F. Barrera, L. Sayanes
Diseño: N. Marino, P. Melin, F. Barrera, L. Sayanes
Fotografía: A. Kovaltchouk
Modelo: W. Mussin